# Tailgate-Party

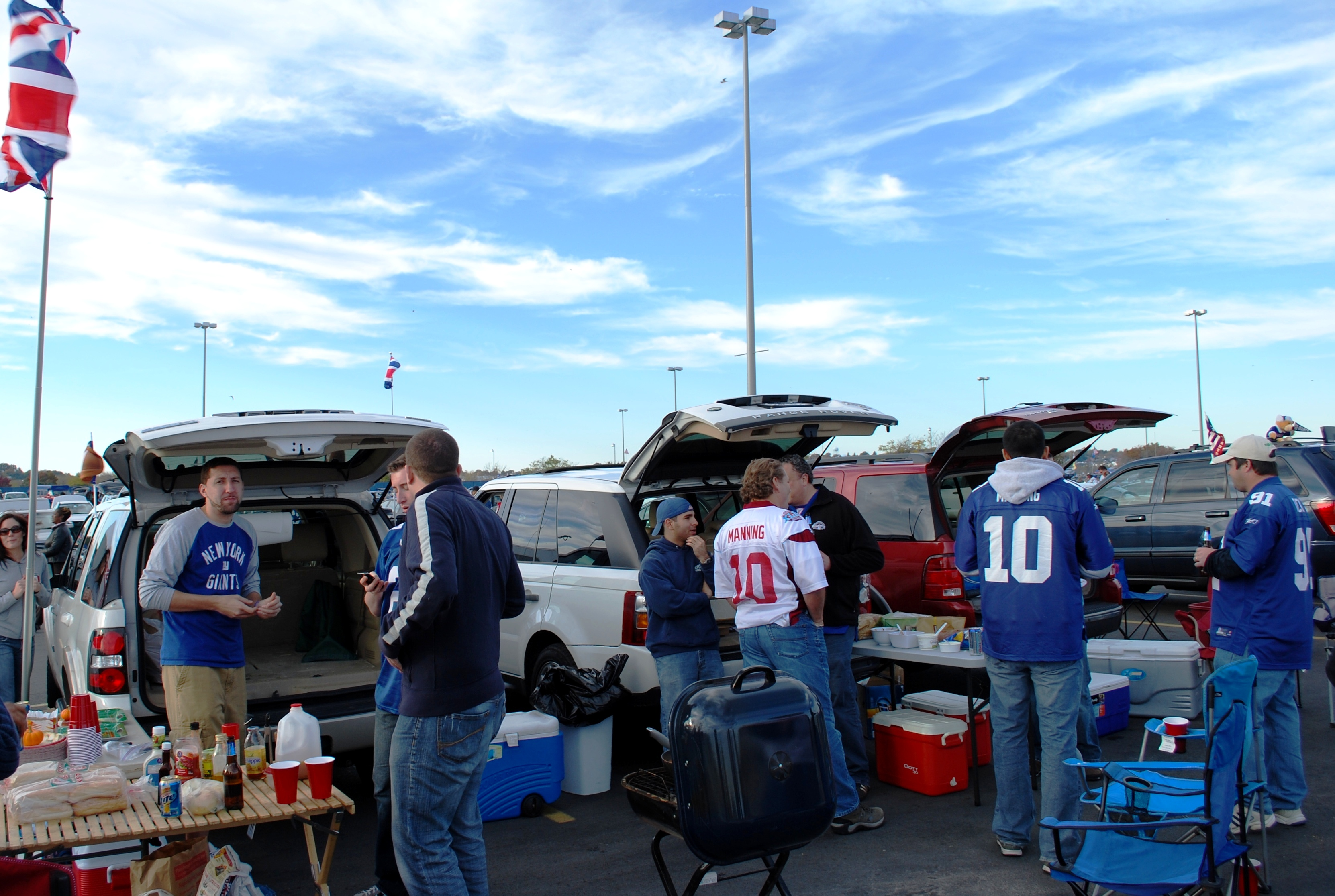
Tailgate-Party

Eine Tailgate-Party (auch Tailgating, vom englischen Wort „tailgate“ = „Heckklappe“, hier sinngemäß „Kofferraum“ bzw. „Ladefläche“) ist ein aus den USA stammendes Event, das meist im Vorfeld von American-Football-Spielen stattfindet. Tailgate-Partys werden hauptsächlich in den USA und Kanada veranstaltet und gelten als amerikanische Tradition.

## Tailgating
Zum Tailgating treffen sich American-Football-Fans zum Teil bereits mehrere Stunden vor Spielbeginn auf den Parkplätzen vor den Stadien, um gemeinsam zu essen und zu trinken. Typische Elemente der Tailgate-Partys sind Barbecue und Grillen sowie der Konsum von Bier und anderen alkoholischen Getränken. Die Speisen und Getränke werden dabei oft direkt von den Ladeflächen der Pick-ups bzw. aus den Kofferräumen der PKWs der Sportfans dargereicht, was zur Bezeichnung Tailgating führte. Die Tailgate-Partys werden auch während des Footballspiels fortgesetzt. Laut einer Studie besuchen bis zu 35 Prozent der Tailgate-Teilnehmer nur das Parkplatzevent und nicht das Footballspiel. Tailgate-Partys bei Spielen von College-Mannschaften, z. B. der NCAA Division I Football Bowl Subdivision, werden als ein Ritual studentischen Lebens (student ritual) angesehen. Oftmals kommen mehrere Generationen von Alumni zusammen. Der Alkoholkonsum dabei gilt als ernstes Problem, dem die Universitätsverwaltungen mit Regeln und Interventionen zu begegnen suchen.
Beim Tailgating werden zudem oft Freizeit- oder Trinkspiele wie Cornhole und Beer Pong gespielt.
Tailgate-Partys werden mittlerweile auch im Rahmen von anderen Sportarten wie Baseball oder Basketball oder anderen Veranstaltungen, etwa Hochzeiten, veranstaltet.

## Geschichte
Die Ursprünge der Tailgate-Partys sind nicht hinreichend zuverlässig überliefert. Einige Historiker datieren die ersten derartigen Veranstaltungen auf den Beginn des 20. Jahrhunderts an die Yale University und die dort ausgetragenen Spiele der Ivy League. Der Autor Rich Marazzi gibt an, dass Charley Loftus, der damalige Sportinformationsdirektor der Universität, den Begriff Tailgating geprägt haben könnte. Andere American-Football-Historiker verorten die ersten Tailgate-Partys nach Green Bay in das Jahr 1921, als die Green Bay Packers in die American Professional Football Association, den Vorläufer der heutigen National Football League, eintraten; auch dazu existieren jedoch keine gesicherten Aufzeichnungen. Spätestens in den 1960er und 1970er Jahren sollen sich die Tailgate-Partys im Profifootball etabliert haben.
Die American Tailgaters Association bezeichnet Ereignisse um die Erste Schlacht am Bull Run im Jahr 1861 als Vorläufer des Tailgatings, da sich im Verlauf dieser Schlacht Zivilisten um das Schlachtfeld versammelt haben sollen, um die Auseinandersetzung zu beobachten; dabei hätten diese zahlreiche Lebensmittel und alkoholische Getränke gemeinsam konsumiert.

## Sonstiges
Der Brite Adam Goldstein besuchte ab 2006 Tailgate-Partys an sämtlichen Stadien der US-amerikanischen National Football League. Seine Erlebnisse veröffentlichte er 2014 im Buch Tailgate to Heaven – A British NFL Fan Tackles America.
An Stadien, die an Flüssen oder Seen liegen, werden auch Tailgate-Partys veranstaltet, die nicht auf Autos auf Parkplätzen stattfinden, sondern auf Booten, diese werden als Sailgating bezeichnet. Beispiele hierfür sind die Veranstaltungen am Neyland Stadium an der University of Tennessee oder an der Baylor University in Waco, Texas.